# ISO 3166-2:VE
ISO 3166-2:VE — стандарт Международной организации по стандартизации, который определяет геокоды. Является подмножеством стандарта ISO 3166-2, относящимся к Венесуэле.
Стандарт охватывает 23 штата, 1 федеральный округ и 1 федеральное владение. Каждый геокод состоит из двух частей: кода Alpha2 по стандарту ISO 3166-1 для Венесуэлы — VE и дополнительного кода, записанных через дефис. Дополнительный код штатов, федерального округа и федерального владения образован буквами латинского алфавита. Геокоды штатов, федерального округа и федерального владения Венесуэлы являются подмножеством кодов домена верхнего уровня — VE, присвоенного Венесуэле в соответствии со стандартами ISO 3166-1.

## Геокоды Венесуэлы

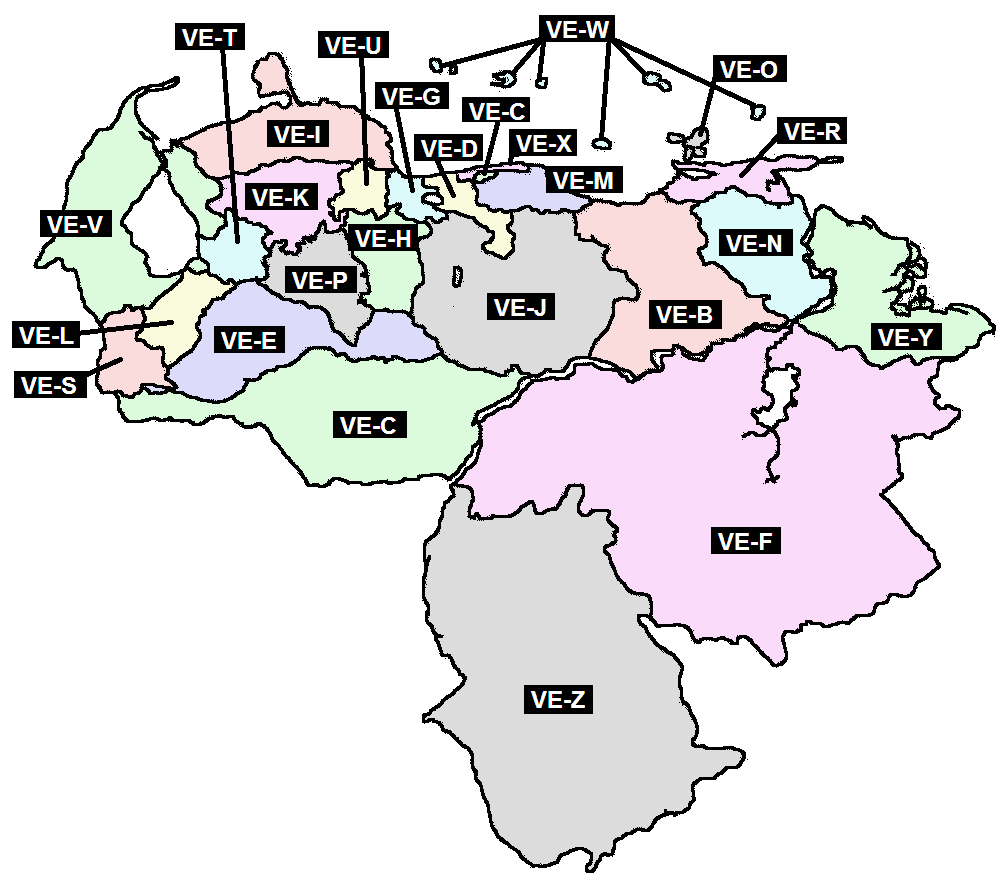
Геокоды штатов и округов Венесуэлы по стандарту ISO 3166-2:VE

Геокоды 23 штатов, округа и федерального владения административно-территориального деления Венесуэлы.
| Геокод | Административная единица | Статус   |
| ------ | ------------------------ | -------- |
| VE-Z   | Амасонас                 | штат     |
| VE-B   | Ансоатеги                | штат     |
| VE-C   | Апуре                    | штат     |
| VE-D   | Арагуа                   | штат     |
| VE-E   | Баринас                  | штат     |
| VE-F   | Боливар                  | штат     |
| VE-X   | Варгас                   | штат     |
| VE-J   | Гуарико                  | штат     |
| VE-Y   | Дельта-Амакуро           | штат     |
| VE-G   | Карабобо                 | штат     |
| VE-H   | Кохедес                  | штат     |
| VE-K   | Лара                     | штат     |
| VE-L   | Мерида                   | штат     |
| VE-M   | Миранда                  | штат     |
| VE-N   | Монагас                  | штат     |
| VE-O   | Нуэва-Эспарта            | штат     |
| VE-P   | Португеса                | штат     |
| VE-R   | Сукре                    | штат     |
| VE-V   | Сулия                    | штат     |
| VE-S   | Тачира                   | штат     |
| VE-T   | Трухильо                 | штат     |
| VE-I   | Фалькон                  | штат     |
| VE-W   | Федеральные владения     | владение |
| VE-A   | Столичный округ          | округ    |
| VE-U   | Яракуй                   | штат     |

## Геокоды пограничных Венесуэле государств
- Гайана — ISO 3166-2:GY (на востоке),
- Бразилия — ISO 3166-2:BR (на юге),
- Колумбия — ISO 3166-2:CO (на западе).